# دامیان آلوارز (بازیکن فوتبال، زاده ۱۹۷۹)
دامیان آلوارز (انگلیسی: Damián Álvarez؛ زادهٔ ۲۱ مهٔ ۱۹۷۹) بازیکن فوتبال اهل آرژانتین است.
از باشگاه‌هایی که در آن بازی کرده‌است می‌توان به باشگاه فوتبال تیگرس اونال، باشگاه فوتبال ریور پلاته، باشگاه فوتبال پاچوکا، باشگاه فوتبال رجانا، و باشگاه فوتبال رجینا اشاره کرد.
وی همچنین در تیم ملی فوتبال مکزیک بازی کرده‌است.